# Cleopa Ilie
Cleopa Ilie, kinek születési neve: Constantin Ilie (Sulița, Botoșani megye, Románia, 1912. április 10. – Sihastria kolostor, 1998. december 2.) archimandrita és apát.

## Életrajza
Cleopa atya (világi neve: Constantin) tízgyermekes parasztcsalád ötödik gyermekeként született. A család nagyon vallásos volt, így a 10 gyerek közül öten szerzetesek szerettek volna lenni. Édesapjuk Alexandru, édesanyjuk Agafie volt.
Az első két hónapban a kis Constantin állandóan beteg volt, és édesanyja elvitte őt a Cozancea remetelakba Conon Georgescu áldozópaphoz, aki azt tanácsolta, hogy az édesanya ajánlja fel őt a  Szűzanyának. Az édesanyja ezt megtette, a kisgyermek meggyógyult, és egészen haláláig soha nem volt beteg.
Az általános iskolai tanulmányait szülőfalujában végezte, ezt követően három évig spirituális gyakorlatot folytatott novíciusként Paisie Olaru főszerzetesnél, a Cozancea remetelak remetéjénél.
1929 decemberében a Sihastria remetelak közösségéhez csatlakozott nagyobb testvérével, Vasilével együtt. 1932. december 12-én, Szent Szpiridion napján fogadták be őket a remetelak közösségébe, ahol 1935-ig a juhokat őrizte. 1935-ben bevonult katonának Botoșani városában, majd 1936-ban visszatért a remetelakba. 
1937. augusztus 2-án szerzetessé avatták, és a „Cleopa” szerzetesi nevet kapta. 
Ioanichie Moroi apát rossz egészségi állapota miatt 1942 júniusában házfőnök-helyettesnek (segédapátnak) nevezték ki.
1944. december 27-én diakónussá szentelték, majd 1945. január 23-án Galaction Cordun püspök, a Neamți kolostor akkori sztarece, szerzetespappá szentelte. 
Később a Sihastria remetelak apátjának nevezték ki.
1947-ben Sihastria kolostori rangra emelkedett, így Nicodim Munteanu pátriárka engedélyével Cleopa Iliét archimandritának nevezték ki. 
1948-ban, tudva, hogy a Securitate követi őt, 6 hónapra visszahúzódott a Sihastria kolostor körüli erdőkbe, de ezután 1949. augusztus 30-án Justinian Marina pátriárka döntése alapján Cleopa Ilie archimandritát a Suceava megyei slatinai kolostor apátjának nevezték ki, ahová a Sihastria kolostor 30 szerzetesével együtt helyezték át, így a slatinai kolostorban egy 80 fős szerzetesi közösség jött létre.
1952–1954 között továbbra is figyelte őt a Securitate, ezért a Stănişoare-hegyekben húzódott meg Arsenie Papacioc szerzetespappal együtt. Justinian pátriárka rendelkezése szerint két év múlva visszatért a kolostorba.
1959 tavaszán harmadszor is visszavonult a Neamți-hegységbe (Munţii Neamţului), ahol az elkövetkező 5 évét töltötte. 1964 őszén tért vissza a Sihastria kolostorba mint az egész közösség gyóntató atyja, és 34 éven keresztül, megszakítás nélkül lelki vezetője volt mind a szerzeteseknek, mind a világi híveknek.
1998. december 2-án hunyt el.

## Kiadott művek
- Magyar nyelven: Cleopa atya szól hozzánk. 1. Szerk.: Tarkó Mihály, Ford.: Tarkóné Vásárhelyi Mónika - Oláh Immánuel. s.l. Terebint, 2014. ISBN 978-963-08-9578-1 149 p.;
- Despre credința ortodoxă [Az ortodox vallásról], București, 1981, 280 p. (újra kiadva: 1985, majd Galați-on: Călăuza în credința ortodoxă, [Kalauz az ortodox vallásba] 1991, 276 p.);
- Predici la praznice împărătești și sfiți de peste an [Egy év nagy ünnepeinek prédikációi], Ed. Episcopiei Romanului, 1986, 440 p.;
- Predici la Duminicile de peste an [Egy év vasárnapi prédikációi], Ed. Episcopiei Romanului, 1990, 560 p.;
- Valoarea sufletului, [A lélek értéke] Galați, 1991, 176 p. (újrakiadva: Bacău, 1994, 238 p.);
- Urcuș spre înviere (predici duhovnicești) [Emelkedőn a feltámadáshoz - gyóntatópapi prédikációk], Mănăstirea Neamț, 1992, 416 p.;
- Despre vise și vedenii [Az álmokról és a látomásokról], București, 1993, 270 p.;
- Cleopa Ilie și Ioanichie Bălan, Cum putem intra în rai [Cleopa Ilie és Ioanichie Bălan: Hogyan tudunk a Paradicsomba jutni], Vânători, Mănăstirea Sihăstria, 2004;
- Acatiste alcătute de Arhimandritul Cleopa Ilie și Ieroschimonahul Paisie Olaru, Vânători, Mănăstirea Sihăstria, 2005.
- Számtalan cikk különböző folyóiratokban és napilapokban, prédikációk kéziratban.

## Külső hivatkozások
- Parintele Ilie Cleopa, 4 iulie 2012, CrestinOrtodox.ro
- Comemorarea a 12 ani de la mutarea la Domnul a Părintelui Arhim. Cleopa Ilie, 30 noiembrie 2010, Amos News
- Părintele Cleopa Ilie - icoană luminoasă a Ortodoxiei românești, 28 aprilie 2012, Ziarul Lumina
- „Mânca-v-ar raiul!“, 30 noiembrie 2008, Narcisa Elena Balaban, Ziarul Lumina
- Mânca-v-ar raiul!, 4 decembrie 2011, Narcisa Elena Balaban, Ziarul Lumina
- Părintele Cleopa Ilie de la Sihăstria în documentele Securității, 20 iunie 2012, Adrian Nicolae Petcu, Ziarul Lumina
- Părintele Cleopa Ilie la începutul regimului comunist, 23 mai 2012, Adrian Nicolae Petcu, Ziarul Lumina
- Despre ascultare la duhovnicii nemțeni Cleopa și Paisie, în documentele Securității[halott link], 2 martie 2012, Ziarul Lumina
- Mitropolitul Antonie Plămădeală despre Cleopa Ilie, 1 februarie 2012, Adrian Nicolae Petcu, Ziarul Lumina
- Memoria Bisericii în imagini: 11 ani de la trecerea la cele veșnice a părintelui Cleopa[halott link], 2 decembrie 2009, Adrian Nicolae Petcu, Ziarul Lumina
- Aproape de părintele Cleopa la 13 ani de la plecarea în veșnicie, 2 decembrie 2011, Raluca Brodner, Ziarul Lumina
- Chilia Parintelui Cleopa Ilie, 2 decembrie 2012, Teodor Dănălache, CrestinOrtodox.ro

### Interjú
- Despre creatie, caderea omului, rai si iad, 2012. július 25., CrestinOrtodox.ro

## Fordítás
- Ez a szócikk részben vagy egészben  a   Cleopa Ilie című román Wikipédia-szócikk ezen változatának fordításán alapul.  Az eredeti cikk szerkesztőit annak laptörténete sorolja fel. Ez a jelzés csupán a megfogalmazás eredetét és a szerzői jogokat jelzi, nem szolgál a cikkben szereplő információk forrásmegjelöléseként.